# Pente do Vento

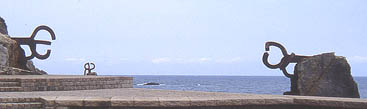
O "Pente do Vento", em San Sebastián.

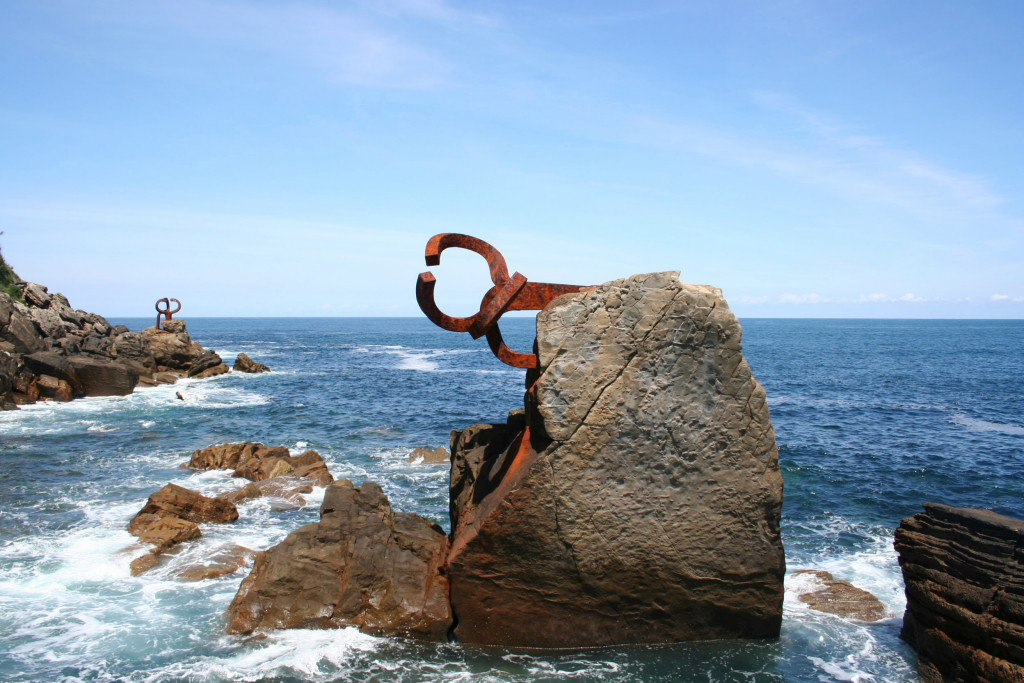
Outra perspectiva do "Pente do Vento".

O Pente do Vento (em espanhol Peine del Viento XV, mais comumente conhecido como Peine del Viento ou El Peine del Viento e, erroneamente, como Peine de los Vientos) é um conjunto de esculturas de Eduardo Chillida em uma obra arquitetônica do arquiteto basco Luis Peña Ganchegui, sendo provavelmente sua obra mais importante e conhecida.
A obra encontra-se situada no extremo da baía de La Concha, no final da Praia de Ondarreta, em San Sebastián, no País Basco. É composta por três esculturas de aço, pesando 10 toneladas cada uma, incrustadas nas rochas com vista para o mar Cantábrico, cujas ondas a atingem.
Chillida seguiu trabalhando na série Peine del Viento, que coincide no aspecto formal com sua coleção de Estelas e, particularmente, com as dedicadas a Picasso, Allende e Neruda .
A obra foi concluída em 1976. Além das esculturas, foi estabelecida uma área ao redor das mesmas, com saídas de ar e água que se abastecem das ondas que atingem as rochas e as esculturas.